# Josep Bach i Joanetas
Josep Bach i Joanetas (Olot, 1713? - Madrid, 1771) fou organista, tresorer i organitzador de les festes religioses de la Capella de Música de les Descalces Reals a Madrid.

## Biografia
Fou fill de Josep Bach, sabater d'Olot i Jerónima Bacha Joanetas. Tot i no es té cap constància d’on es va formar artísticament, hi ha una possibilitat que va estudiar a la Capella de Música del monestir de Montserrat. Aquest, tot i ser gironí, en 1740 s'establí a Madrid, ocupant els càrrecs del tresorer i encarregant-se d’organitzar les festes religioses al convent de les Descalces Reals. A més, aquest organista valorava molt tots els seus béns, sobretot la seva col·lecció de partitures musicals, però, així i tot, Josep Bach li van endeutar diverses quantitats de diners tant el mateix convent de les Descalces Reials com altres músics del monestir, entre ells José Oliveros i Manuel Paradís.
En 1740, Josep Bach establí matrimoni amb la cordovesa anomenada María Catalina Pérez de la Torre, viuda de Pedro de Áviles, i filla de Pedro Pérez de la Torre i María de Castro. Però, temps després de la mort de la seva primera dona, contrau matrimoni amb Jerònima Marcos, nascuda a Valdeavero, i amb qui va tenir un fill anomenat Josep Benito.
Pel que fa a l’àmbit professional música, Josep Bach va tenir molts triomfs, en què va arribar al seu punt culminant quan va ser anomenat com a primer organista del convent de les Descalces Reals, segurament cap al 1750.
Al seu testament, de 1770, consignà una deixa per a la seva germana Margarida, òrfena de pares i vídua amb dos fills, i demanà ser enterrat al convent de les Descalces Reals. Finalment, Josep Bach traspassà el 23 de març de 1771 i fou enterrat, segons com desitjava, al claustre del convent madrileny de les Descalces Reials.